# Мастика (напиток)

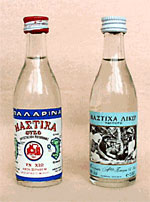
Греческая «Мастика»

Масти́ка — крепкий алкогольный напиток на основе анисовой вытяжки. Широко распространен на юге Балканского полуострова.
Отличие мастики от других видов арака или ракии состоит в добавлении смолы мастикового дерева, от которой и происходит название. 
Содержание спирта по болгарскому государственному стандарту — минимум 47 %:

«Спиртной напиток „Мастика“ — спиртной напиток, который содержит как минимум 47 об. % спирта, производится путём ароматизации натурального этанола анетолом (полученным путём ректификации эфирных масел из бадьяна (Illicium verum), аниса (Pimpinella anissum), фенхеля (Foeniculum vulgare) или другого растения, содержащего такие же ароматные компоненты) в количестве не менее чем 2,5 г/л, сахаром в количестве не менее чем 40 г/л, с добавлением или без добавления мастики и/или ароматной вытяжки, и имеет специфические органолептические характеристики»

Болгария требует признать за ней право на торговую марку «Мастика». Это наталкивается на противодействие Республики Северной Македонии, где мастика также считается национальным напитком и употребляется в качестве аперитива в составе мезе, в напиток часто добавляют мёд.
В Греции крепкий анисовый напиток именуется узо, а мастикой называют пряный алкогольный напиток, в состав которого входят около 20 других специй, причём каждая спиртоварня держит их в тайне. Помимо мастичной смолы, это гвоздика, корица, кардамон, чёрный перец и другие восточные пряности. Употребляется как дижестив.